# Bayershof
Bayershof (historisch auch: Beyershof) ist ein Einödhof in der Gemarkung Weilar im Wartburgkreis in Thüringen. Die geographische Höhe der Kleinsiedlung beträgt 490 m ü. NN.

## Geschichte
Der Bayershof wurde erstmals am 1. November 1335 urkundlich erwähnt. Er gehörte bis 1802 zur reichsfreien Herrschaft Lengsfeld. Das markante Fachwerkhaus der Siedlung datiert aus dem Jahr 1746. In den 1960er Jahren entstand unweit des historischen Hofes ein Kinderferienlager, welches heute als Waldherberge am Baier firmiert.
Am 30. September 2009 wohnten drei Personen im Ort.